# Dolores Abril
Pour les articles homonymes, voir Abril.
Dolores Abril, née le 9 mai 1939 à Hellín dans la province d'Albacete et morte le 25 octobre 2020 à Espartinas, est une chanteuse de flamenco et actrice espagnole.

## Biographie
Son premier single, Al primer derrote, sort en 1959. Son premier album, Voces de España paraît en 1962.
Parmi sa discographie solo, les singles "Al primer derrote" (1959), "Tú te casate" (1961), "Gloria a Chicuelo II" (1962), "Miguel de la Cruz Romero" (1963) et "Qué bonita está la Reina" (1963) se démarquent.
En 1954, elle épouse le chanteur Juanito Valderrama. Ils ont eu un fils en 1972, Juan Antonio Valderrama, également chanteur, et une fille, Juana Dolores Valderrama, chanteuse elle aussi.

## Filmographie
- El emigrante (1960)
- Gitana (1965)
- De barro y oro (1966)
- La niña del patio (1967)
- El Padre Coplillas (1968).

## Discographie

### Albums
- Voces de España (1962)
- Mano a mano (1963)
- Su Majestad la alegría (1967)
- Revolera en el Price (1968)

### Singles
- Al primer derrote (1959)
- Tú te casaste (1961)
- Gloria a Chicuelo II (1962)
- Miguel de la Cruz Romero (1963)
- Qué bonita está la Reina (1963).